# Pædagogisk assistent
Den pædagogiske assistentuddannelse (PAU) er en af de erhvervsrettede ungdomsuddannelser i gruppen af social- og sundhedsuddannelser. Uddannelsen har en bred målgruppe: Arbejdet kan således være pædagogiske aktiviteter med børn, unge og voksne med almindelige eller særlige behov. Som pædagogisk assistent arbejder man typisk i institutioner inden for velfærdsområdet, eksempelvis i børnehaver, på skoler, i døgninstitutioner eller i botilbud for handicappede.
Uddannelsen erstattede den gamle pædagogisk grunduddannelse (PGU).
For at blive pædagogisk assistent skal man opsøge et af de uddannelsessteder, som tilbyder den pædagogisk assistentuddannelse. Uddannelsen til pædagogisk assistent er en erhvervsrettet uddannelse (EUD), som i sin fulde længde normalt tager 2 år og 9 mdr. Har man gennemført grundforløbet eller har man mindst 1 års relevant erhvervs- eller uddannelseserfaring forkortes denne periode. Uddannelsen er indrettet sådan, at man veksler mellem at skoleundervisning og praktik. På skolen har man blandt andet fag som pædagogik, psykologi, sprog, bevægelse og idræt, samfundsfag, kultur- og aktivitetsfag, dansk og engelsk.
Af øvrige fag kan nævnes børn og natur, folkesundhed og sundhedsfremme, kost og bevægelse og socialpædagogik.
Forløbenes indhold og længde kan variere fra uddannelsessted til uddannelsessted.
Som pædagogisk assistent har man mulighed for at blive optaget på pædagoguddannelsen på kvote 2.